# Scanomics
A Scanomics (スキャノミクス) japán nyelvű rádióműsor, melynek sugárzását 2013. április 2-án kezdte meg a Tokyo FM. Műsorvezetői a Scandal japán pop-rock együttes tagjai; Haruna, Mami, Tomomi és Rina volt.

## Története
A műsor sugárzását 2013. április 2-án kezdte meg a Tokyo FM a Radio Dragon egyik műsorblokkjaként. A programot általában 2–3 perccel az adásba kerülése előtt vették fel, kivéve a 2013. október 1-i adást, ami élőben ment. A Scanomics 2013. október 1-jén kivált a Radio Dragonból, nevét Doors/Scanomicsra (Doors/スキャノミクス) cserélték és műsorkezdetét 21:20-ról 21:40-re csúsztatták át. 2014. április 1-jén a Radio Dragon átszervezése miatt – amely során a műsor Radio Dragon: Next néven indult újra a csütörtök késő esti idősávban – lekerült a program nevéből a Doors szó. A műsor epizódjainak vége után egy hétig azokat a program mobilweboldalán bizonyos pénzösszegért vissza lehetett hallgatni, ezekben a rádióba az adásidő betartása miatt kivágott jelenetek is szerepeltek. A Scandal tagjai az epizódok levetítése után gyakran írtak bejegyzéseket a műsor blogjába. A műsor 2015. március 24-i adásában váratlanul bejelentették, hogy a következő, 2015. március 31-i adás lesz az utolsó, mivel az együttes áprilisban megkezdi a Hello World nevezetű világ körüli turnéjuk nemzetközi fellépéseit. Az utolsó adás után Rina a blogján bejelentette, hogy a műsor még vissza fog térni.

## Műsoridő
- Minden kedden 21:20–21:40 (2013. október 1-től)
21:15–21:35 (2013. április 2–2013. szeptember 24.)

## Vendégek
- Asizava Muneto (2014. január 4.)
Az adás elején a Scandal tagjai az előző napi szecubunról beszéltek, amikor egyszer csak onimaszkos férfi jelent meg a stúdióban, akit a néphagyományokhoz híven megdobáltak babokkal.
- Maszuda Dzsunicsi (2014. július 8.)
A műsor első igazi vendége, akivel az első generációs pokémonokról beszélgettek.
- Kumamusi (2015. február 10.)
A Kumamusi ovarai tagjai Bálint-nappal kapcsolatos kérdéseket tettek fel a műsorvezetőknek.
- Mami édesanyja (2015. március 10.)
Mami édesanyja telefonkapcsolaton keresztül kapcsolódott be a műsorba, ahol elmesélte Mami egyik első koncertélményét.